# Club Atlético Aldosivi
O Club Atlético Aldosivi, também conhecido simplesmente como Aldosivi,  é um clube esportivo argentino localizado em Mar del Plata, cidade e capital do partido (município) de General Pueyrredón, na província de Buenos Aires. O clube foi fundado em 29 de março de 1913 como Club Atlético Aldosiwi e ostenta as cores verde e amarela.
Sua principal atividade esportiva é o futebol. O clube disputa atualmente a Liga Profissional de Futebol (LFP), divisão de elite do Campeonato Argentino de Futebol, desde sua promoção em 2018. Conseguiu acesso à elite profissional pela primeira vez na sua história em 2014. Suas principais alcunhas são: El Tiburón, El Verde e El Equipo de la Ciudad.
O clube não possui estádio próprio desde o ano de 2000, e por isso, manda seus jogos no estádio José María Minella, de propriedade do município (partido) de General Pueyrredón, e cuja inauguração ocorreu em 21 de maio de 1978. A praça esportiva, também localizada em Mar del Plata, conta com capacidade para 35 180 espectadores.

## Nome
O nome, Aldosivi, vem das duas primeiras letras dos sobrenomes dos engenheiros e proprietários da empresa que construiu o porto da cidade de Mar del Plata em 1911: Allard, Doulfus, Sillar e Wiriot. O nome original era ALDOSIWI, no entanto, a letra W foi alterada para v porque não havia telégrafo com W disponíveis para o anúncio oficial, e tornou-se ALDOSIVI.

## Fundação
O clube foi fundado em 29 de março de 1913 por um grupo de operários e empregados da Sociedad de Trabajos Públicos de Paris, firma que construiu o porto da cidade de Mar del Plata,  durante uma reunião celebrada na confeitaria El Recreo que ficava entre a Avenida Martínez de Hoz e a rua 12 de Octubre. Os primeiros passados foram dados anos antes, em 1911, os empregados que trabalhavam na construção do porto local, já viam a necessidade de contar com um clube social e esportivo. A primeira sede era no coração do porto: Figueroa Alcorta entre Magallanes e 12 de Octubre.

## Estádio
O clube não tem estádio próprio desde o ano de 2000. Utiliza o Estádio Municipal da Cidade de Mar del Plata, oficialmente conhecido como José María Minella.
| Nome oficial   | José María Minella                                                                |
| Origem do nome | Homenagem à José María Minella, ex-futebolista marplatense de destacada carreira. |
| Cidade         | Mar de Plata                                                                      |
| Partido        | General Pueyrredón                                                                |
| Província      | Buenos Aires                                                                      |
| Inauguração    | 1978                                                                              |
| Capacidade     | 35 180                                                                            |

| Período       | 1990–2000          |
| Nome oficial  | Adolfo López       |
| Nome fantasia | La Cantera         |
| Cidade        | Mar de Plata       |
| Partido       | General Pueyrredón |
| Província     | Buenos Aires       |

## Cores
Por ser francesa a empresa onde trabalhavam os fundadores do Aldosivi, as primeiras cores que o clube teve foram os da bandeira da França:                azul, branco e vermelho. As cores           verde e amarela surgiram a partir da doação de camisas por uma empresa local.

## Campeonato Argentino de Futebol
Na temporada de 2004–05 do Torneo Argentino A (terceira divisão), o clube venceu o Torneo Clausura de 2005. Na final da divisão contra o Ben Hur, campeão do Torneo Apertura de 2004, deixou o título escapar, no jogo de ida em casa ficou no empate por 1–1 e, no jogo de volta, perdeu por 5–2. No entanto, com o título o Clausura, o clube pode disputar a fase de promoção pelo acesso à Primera B Nacional (segunda divisão) contra o Racing de Córdoba, 16.º colocado dos promédios da Primera B Nacional de 2004–05. Em 9 de julho de 2005, o clube foi promovido à segunda divisão ao vencer o Racing de Córdoba por 3–2 em jogo de volta no estádio Miguel Sancho, em Córdoba. No jogo de ida, no estádio José María Minella em Mar del Plata, o clube havia vencido por 1–0.
Em outubro de 2011, o clube conseguiu uma vitória histórica, ao vencer o River Plate, em jogo válido pela Primera B Nacional, quando o River havia sido rebaixado para esta divisão na temporada anterior. Depois de permanecer por quase dez anos na Primera B Nacional, chegava a hora de levantar um voo maior. No final de 2014, sob a presidência de José A. Moscuzza, o clube conquistou a tão esperada promoção à primeira divisão do futebol argentino.
Em 2018, após terminar empatado na primeira posição com o Almagro, o Aldosivi disputou um play-off valendo o título e o acesso a Superliga da temporada seguinte. Na decisão, o Tiburón venceu o clube adversário por 3–1.
| Tipo de Afiliação      | Indireta                                     |
| Liga de Origem         | Liga Marplatense de Fútbol                   |
| Torneios Não Regulares |                                              |
| Ano                    | 1974                                         |
| Torneio                | Campeonato Nacional – Primera División       |
| Organizador            | Associação do Futebol Argentino (AFA)        |
| Torneios Regulares     |                                              |
| Temporada              | 1995–96                                      |
| Categoria              | Torneo Argentino A – III Nível Interior      |
| Organizador            | Conselho Federal do Futebol Argentino (CFFA) |

| Ano/Temporada       | Competência/Categoria | Nível          | Associação |
| ------------------- | --------------------- | -------------- | ---------- |
| 1974                | Campeonato Nacional   | I              | AFA        |
| 1975                | Campeonato Nacional   | I              | AFA        |
| 1976                | Campeonato Nacional   | I              | AFA        |
| 1989–90             | Torneo del Interior   | III (Interior) | CFFA       |
| 1990                | Torneo Zonal Sudeste  | III            | AFA        |
| 1994–95             | Torneo del Interior   | III (Interior) | CFFA       |
| 1995–96             | Torneo Argentino A    | III (Interior) | CFFA       |
| 1996–97 — 1999–2000 | Primera B Nacional    | II             | AFA        |
| 2000–01 — 2004–05   | Torneo Argentino A    | III (Interior) | CFFA       |
| 2005–06 — 2014      | Primera B Nacional    | II             | AFA        |
| 2015 — 2016–17      | Primera División      | I              | AFA        |
| 2017–18             | Primera B Nacional    | II             | AFA        |
| 2018–19 — 2022      | Primera División      | I              | AFA        |
| 2023 — 2024         | Primera B Nacional    | II             | AFA        |
| Desde 2025          | Primera División      | I              | AFA        |

## Torcida
O Aldosivi possui uma das torcidas mais fanáticas da Argentina, tendo como sua principal barra brava, a popularmente conhecida La Pesada del Puerto.

## Presidentes
O primeiro presidente da instituição foi Pedro Serdé, um homem intimamente ligado ao futebol. O clube é presidido desde 24 de janeiro de 2011 por José América Moscuzza, que sucedeu no cargo Miguel Munuera. Moscuza completou dois anos de mandato e foi reeleito em 2013. Compondo chapa única desde então, foi reeleito para mais quatro anos em 2017 e em 2021. Em agosto de 2004, aposentou-se da presidência Oscar Salerno, após 18 anos no clube, e foi substituído por Carlos Melara, até que Miguel Munuera assumiu em 2006 (até 2010).

## Títulos
| NACIONAIS | NACIONAIS                           | NACIONAIS | NACIONAIS                           |
|           | Competição                          | Títulos   | Temporadas                          |
| --------- | ----------------------------------- | --------- | ----------------------------------- |
|           | Campeonato Argentino - 2° Divisão   | 2         | 2017-18, 2024.                      |
| REGIONAIS |                                     |           |                                     |
|           | Competição                          | Títulos   | Temporadas                          |
|           | Campeonato Marplatense - 1° Divisão | 13        | 1973, 1974, 1975, 1989, 1993, 1994. |
|           | Campeonato Marplatense - 2° Divisão | 2         | 1923, 1959, 1983.                   |
|           | Campeonato Marplatense - 3° Divisão | 2         | 1941, 1944.                         |

## Elenco
Atualizado em 27 de agosto de 2021.
Legenda
- : Capitão
- : Jogador suspenso
- : Jogador lesionado

## Jogadores notáveis
- Gabriel Amato (1989~1990)
- Norberto Araujo (1998~1999)
- Gustavo Balvorín (2002~2003)
- Mauro Camoranesi (1994~1995)
- Silvio Carrario (2007)
- Rubén Ferrer (2006~2007)
- José Turu Flores (2006)
- Elvio Martínez (2005~2007, 2008~2009)
- Néstor Merlo (1997~2000)
- Mariano Mignini (1996~1997, 2006~2008)
- Leonardo Ramos (2004)
- Roger Suárez (2006~2007)